# Red Smith
Red Smith ist ein US-amerikanischer Country-Musiker und Disc Jockey.

## Leben
Smith stammt aus Sylvarena, Mississippi, und arbeitete zwischen 1952 und 1956 als DJ bei WBOK in New Orleans. 1954 spielte er bei Meladee Records seine ersten Country-Platten ein und erhielt am Ende des Jahres einen Vertrag bei Coral Records. Dort veröffentlichte er seine Version des Songs You Upset Me Baby von B.B. King zusammen mit einem Cover von Meladee-Kollege Luke McDaniels Whoa Boy. 1958 war Smith regelmäßig auf KLLL in Lubbock, Texas, zu hören. Er kehrte bald wieder zu seiner hauptsächlichen Tätigkeit als Radiomoderator zurück.

## Diskografie
| Jahr | Titel                        | Label #       |
| ---- | ---------------------------- | ------------- |
| 1954 | ? / ?                        | Meladee #     |
| 1954 | You Upset Me Baby / Whoa Boy | Coral 9-61312 |